# Метилурацил
Метилурацил (6-Methyluracil) — у медичній практиці лікарська речовина — похідне урацилу.

## Фармакологічні властивості
Препарат має анаболічні та антикатаболічні властивості. Пришвидшує регенерацію, загоювання ран, стимулює клітинні та гуморальні фактори імунітету, виявляє протизапальну дію. Характерною специфічною властивістю препарату є вплив на еритро- і особливо лейкопоез.

## Фармакокінетика
Після прийому внутрішньо всмоктується в шлунково-кишковому тракті. Добре проникає в органи, тканини та рідини організму. Виводиться головним чином з сечею.

## Показання для застосування
Метилурацил призначають при агранулоцитарній ангіні, аліментарно-токсичній алейкії, хронічній бензольній інтоксикації, лейкопенії, що обумовлена хіміотерапією пухлин, рентгено- або радіотерапією або іншими факторами. Застосовують також у комплексному лікуванні ран, які в’яло загоюються, опіків, трофічних виразок, переломів кісток, хронічного гастриту, панкреатиту.

## Спосіб застосування та дози
Внутрішньо, під час або після їжі. Дорослим призначають в дозі 0,5 г 4 рази на добу (при необхідності –до 6 разів на добу). Дози для дітей у віці від 3 до 8 років – по 0,25 г, після 8 років – по 0,25-0,5 г 3 рази на добу. Курс лікування при захворюваннях травного тракту – звичайно 30-40 днів, в інших випадках курс може бути менш тривалий.

## Побічна дія
Як правило, препарат добре переноситься, але у деяких пацієнтів можливі шкірно-алергічні реакції (кропив'янка), головний біль, запаморочення.

## Протипоказання
Препарат протипоказаний при гострих та хронічних лейкемічних (звичайно мієлоїдних) формах лейкозу, лімфагрануломатозі, злоякісних захворюваннях кісткового мозку.

## Взаємодія з іншими лікарськими засобами
Не описана.

## Передозування
Не спостерігалось.

## Особливості застосування
Метилурацил доцільно призначати при легких формах лейкопенії. При захворюванні середнього ступеня тяжкості препарат приймають тільки після відновлення порушеної регенерації клітин крові. При тяжких формах ураження кровотворення метилурацил не призначають. Під час вагітності та годуванням груддю препарат застосовують з обережністю.

## Умови та термін зберігання
Зберігають в сухому, захищеному від світла місці.